# Kapel Onze-Lieve-Vrouw van Bijstand (Galmaarden)

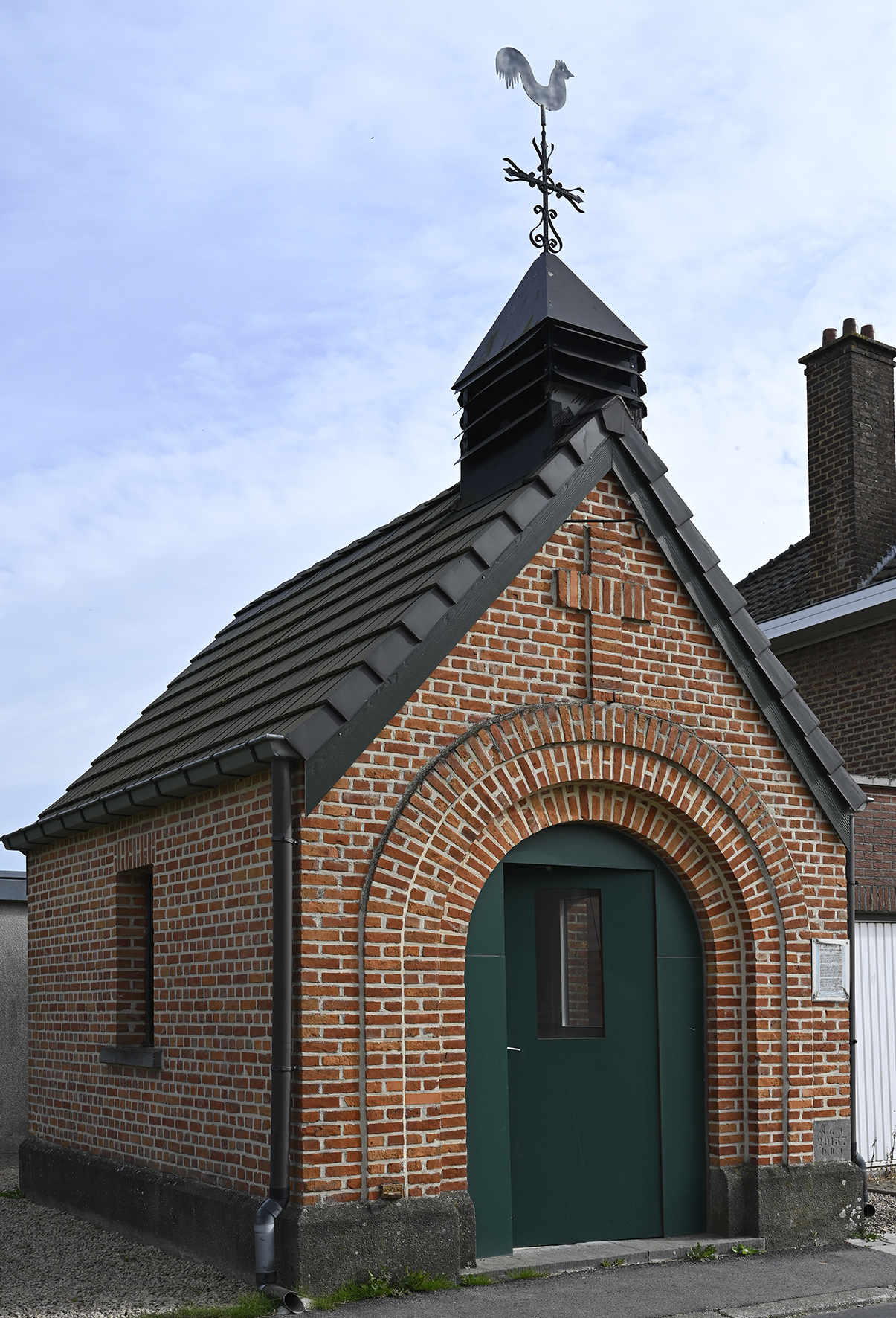
Kapel OLV van Bijstand

De Kapel Onze-Lieve-Vrouw van Bijstand, ook gekend als Kapel Heilige Familie Koekelberg, staat in het gehucht Koekelberg (Galmaarden). Al sinds 1630 staat er een kapel op dit gehucht. Ze werd vernieuwd in 1871 dankzij geldinzameling bij de bewoners van de buurt. De kapel stond midden op het kruispunt van de Kapellestraat en de Hoogstraat. 
Wegens verbredingen van de weg werd de kapel in 1937 herbouwd naar haar huidige plaats. In de toren hing een zilveren klokje geschonken door de gezusters Bilteryst. In 2022 werden nog grondige instandhoudingswerken uitgevoerd waarbij o.a. er een nieuw dak werd gelegd.